# Каллум, Джинни
Джинни Каллум (англ. Jeannie Callum, род. 1967) — специалист по переливанию крови и гематолог из Онтарио, Канада. Она также является профессором Университета Торонто и Университета Куинс. Она была соруководителем исследования CONCOR, международного рандомизированного контролируемого исследования, оценивающего использование реконвалесцентной плазмы для лечения инфекции COVID-19. Она была ведущим редактором «Bloody Easy 4: Blood Transfusions, Blood Alternatives and Transfusion Reactions», четвёртого издания справочника по трансфузионной медицине для провинции Онтарио.

## Карьера и исследования
Джинни Л. Каллум, доктор медицины, член Королевского колледжа врачей общей практики, — канадский специалист по переливанию крови и гематолог, работающая в Онтарио, где она занимает должность профессора на кафедрах патологии и молекулярной медицины в Университете Куинс и лабораторной медицины и патобиологии в Университете Торонто. Будучи директором отделения трансфузионной медицины в Центре медицинских наук Кингстона и научным сотрудником в Научно-исследовательском институте Саннибрук, она сосредоточилась на улучшении использования крови, отслеживании ошибок, связанных с переливанием крови, и лечении коагулопатии у пациентов с травмами и после операций на сердце. Каллум была одним из главных исследователей в исследовании CONCOR-1 по оценке реконвалесцентной плазмы для лечения COVID-19, ведущим автором Bloody Easy (провинциального справочника по переливанию крови в Онтарио) и автором или редактором более 150 рецензируемых публикаций.